# Robin Geueke
Robin Johannes Geueke (* 16. Juli 1992 in Lennestadt) ist ein deutscher Rennrodler.

## Werdegang
Geueke begann im Alter von neun Jahren 2001 mit dem Rodelsport beim BSC Winterberg. Er bildet seit 2010 mit David Gamm einen Doppelsitzer und fungiert dabei als größerer und schwererer der beiden als Pilot.
Ihre ersten internationalen Erfolge erreichten Geueke/Gamm noch im Juniorenbereich. Bei den Juniorenweltmeisterschaften 2011 in Oberhof belegten sie hinter Ludwig Rieder und Patrick Rastner sowie ihren Landsleuten Nico Grüßner und Toni Förtsch den dritten Rang. Ein Jahr später mussten sie sich in Königssee nur noch Grüßner/Förtsch geschlagen geben. Zudem gewannen sie in der Saison 2011/12 die Gesamtwertung des Junioren-Weltcups.
Ihr internationales Debüt bei den Männern gaben Geueke/Gamm in der Saison 2012/13 im Nationencuprennen am Königssee, wo sie Siebte wurden, sich aber als außerhalb der Weltcup-Konkurrenz startendes Doppel nicht für den Weltcup qualifizieren konnten. In Altenberg bekamen sie daraufhin erstmals die Chance sich über den Nationencup zu qualifizieren und wurden Achte. Damit waren sie für das Weltcuprennen qualifiziert, in dem sie sofort Zehnte wurden. Es folgte ein weiteres Rennen am Königssee, bei dem sie sich nur noch dem Doppel Lukáš und Antonín Brož geschlagen geben mussten. Das Weltcuprennen beendeten sie wiederum als Zehnte. Zu dieser Zeit sichtete der BSD neben Tobias Wendl und Tobias Arlt sowie Toni Eggert und Sascha Benecken ein drittes Doppel, das auf längere Sicht im Weltcup und darüber hinaus Erfolge erreichen konnte. Somit konkurrierten Geueke/Gamm mit Daniel Rothamel und Toni Förtsch, Nico Grüßner und Chris Rohmeiß sowie Julius Löffler und Toni Küchler um den dritten Startplatz, der immer wieder an ein anderes der Doppel vergeben wurde. In der Gesamtwertung der Saison wurden sie als Zweitbestes dieser Doppel 28. Der Kamp um den dritten dauerhaften Startplatz setzte sich in der Folgesaison fort; Geueke/Gamm debütierten nun auf ihrer Heimbahn in Winterberg. Im Nationencuprennen belegten sie den 14. Platz und qualifizierten sich damit erneut für das folgende Weltcuprennen, in dem sie den 12. wurden. In Königssee, Oberhof und Altenberg kamen wie bei ihren Einsätzen im Nationencup durchweg auf sechste Ränge, zum Saisonfinale in Sigulda wurden sie Fünfte. Die Gesamtwertung des Wettbewerbs schlossen sie als 16. ab. Doch nur in Königssee und Sigulda hatten Geueke/Gamm auch die Möglichkeit, sich über den Nationencup auch für den Weltcup zu qualifizieren. Bei diesen Rennen erreichten sie am Königssee als Neuntplatzierte das erste einstellige Resultat im Weltcup. In der Gesamtwertung wurden sie bei nur drei gefahrenen Rennen 28. Mit dem Rennrodel-Europameisterschaften 2014 in Sigulda fuhren Geueke und Gamm ihre erste internationale Meisterschaft bei den Männern. Bei Abwesenheit der Olympiafahrer aus Deutschland, waren sie mit dem zehnten Rang bestes deutsches Doppel und wurden mit Dajana Eitberger und Johannes Ludwig Sechste mit der Teamstaffel. 
Die Saison 2014/15 brachte den endgültigen Durchbruch im Weltcup. Von Saisonbeginn an starteten Geueke/Gamm im Weltcup und bestritten abgesehen von den Rennen in Lillehammer und zum Saisonfinale in Sotschi alle Rennen. In Altenberg konnten sie ihre persönliche Bestleistung sowohl im klassischen Rennen wie auch im Sprint auf den siebten Rang verbessern. Andererseits stand in Lake Placid auch eine Disqualifikation zu Buche. In der Gesamtwertung wurden sie mit 330 Punkten 14. Die Gesamtwertung im Nationencup gewannen sie vor Tomas Stoll und Lorenz Koller, gewannen dabei die Rennen in Calgary, Königssee, Oberhof und Altenberg und wurden Dritte in Lake Placid. 2015/16 mussten sich Geueke/Gamm nur noch in den ersten beiden Rennen des Nationencups qualifizieren, seitdem gehörten sie zur gesetzten Gruppe und waren direkt für den Weltcup qualifiziert. Sie bestritten durchweg alle Rennen der Weltcup-Saison und wurden mit 481 Punkten Neunte der Gesamtwertung. In Lake Placid erreichten sie als Viertplatzierte sowohl ihr bestes Saison- als auch bis dahin Karriere-Resultat. Bei den Rennrodel-Weltmeisterschaften 2016 am Königssee kamen Geueke und Gamm bei ihrer ersten WM-Teilnahme hinter den deutschen Doppeln Wendl/Arlt und Eggert/Benecken sowie den Italienern Christian Oberstolz und Patrick Gruber auf den vierten Rang und verpassten damit knapp eine erste internationale Medaille. In Altenberg wurden sie zudem bei den Rennrodel-Europameisterschaften 2016 Siebte.

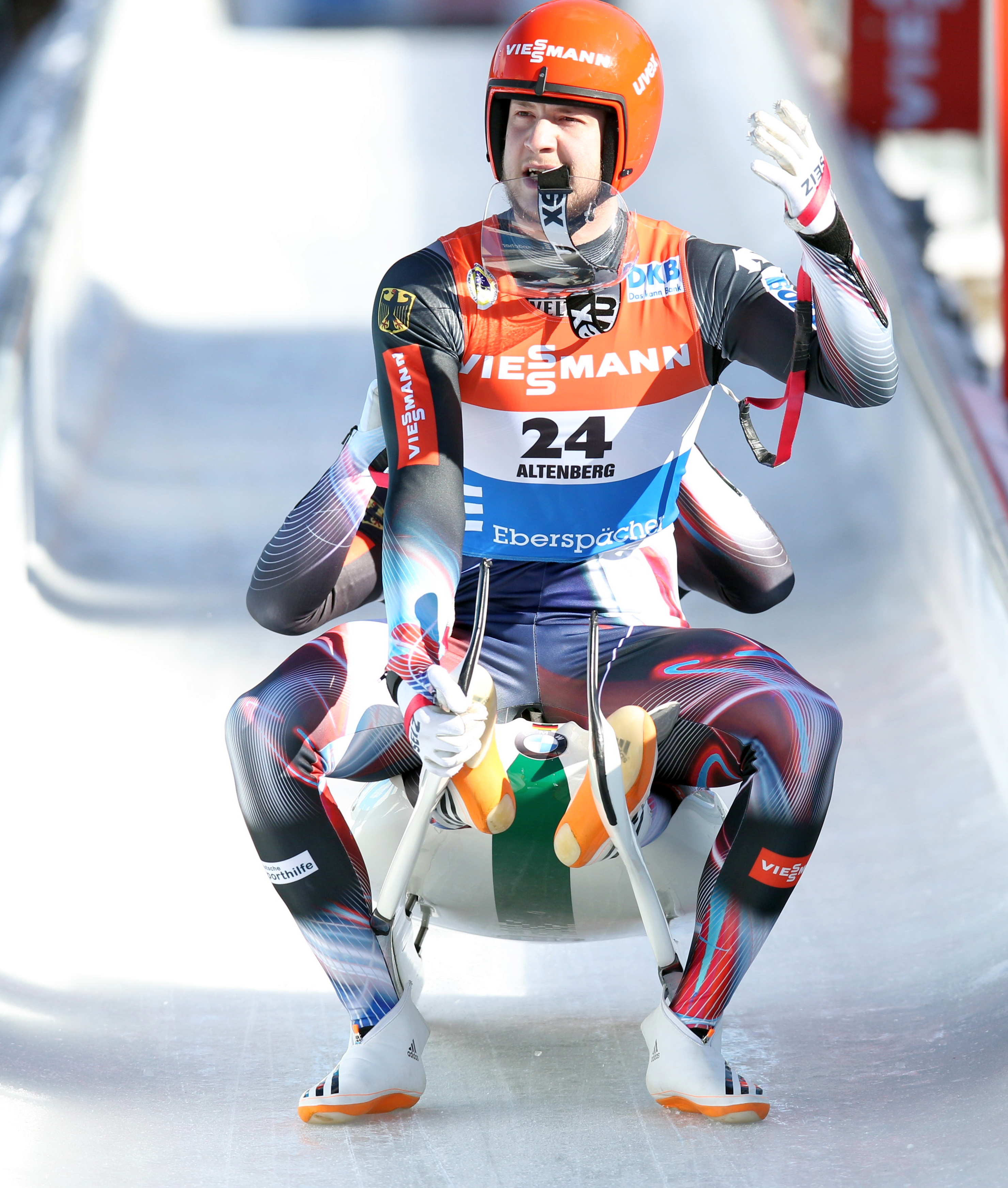
Geueke/Gamm beim Weltcup in Altenberg im Februar 2017

Die Saison 2016/17 brachte den endgültigen Durchbruch in die Weltspitze. Schon im ersten Saisonrennen erreichten sie in Winterberg hinter Eggert/Benecken erstmals mit dem zweiten Rang eine Podestplatzierung. Abgesehen von gestürzten Rennen in Sigulda erreichten Geueke und Gamm ausschließlich Resultate unter den besten sechs. Beim Sprint in Winterberg, in Lake Placid, am Königssee, in Oberhof, in Pyeongchang und Altenberg wurden sie Dritte. In der Gesamtwertung kamen sie hinter den beiden etablierten deutschen Doppeln sowie den US-Amerikanern Matt Mortensen und Jayson Terdiman mit 671 Punkten den vierten Rang. Dabei verpassten sie den dritten Rang um nur drei Punkte. Im Sprint-Weltcup erreichten sie den achten Platz. Am Königssee konnten sie bei den Rennrodel-Europameisterschaften 2017 hinter den beiden anderen deutschen Doppeln die Bronzemedaille gewinnen. Die Rennrodel-Weltmeisterschaften 2017 in Igls beendeten sie als Fünfte. Die Saison 2017/18 brachte erneut gute Ergebnisse, Geueke/Gamm waren jedoch nicht so konstant wie in der Saison zuvor. In Winterberg, im Sprintrennen von Winterberg, in Altenberg und am Königssee fuhren sie auf dritte Plätze. Nach einer Disqualifikation in Lillehammer und dem damit verbundenen verpassen des Sprintrennens sowie einem schlechten Rennen mit einem 16. Rang beim darauf folgenden Saisonfinale in Sigulda, womit erneut um einen Rang die Qualifikation für das Sprintrennen verpasst wurde, belegten sie am Ende der Saison mit 524 Punkten den sechsten Gesamtrang. An der Qualifikation zu den Olympischen Spielen 2018 von Pyeongchang scheiterten Geueke/Gamm aufgrund der starken nationalen Konkurrenz durch Eggert/Benecken und Wendl/Arlt. Somit wurden die im Rahmen des Weltcups ausgetragenen Rennrodel-Europameisterschaften 2018 in Sigulda das einzige Großereignis der Saison, bei dem sie ihre schlechteste Saisonleistung erreichten und 14. wurden.
National erreichten Geueke/Gamm bei den Deutschen Meisterschaften 2014, 2016 und 2017 dritte Ränge, 2012 und 2013 waren sie Vierte.